# Geniostoma rapense
Geniostoma rapense är en tvåhjärtbladig växtart som beskrevs av Forest Brown. Geniostoma rapense ingår i släktet Geniostoma och familjen Loganiaceae. Inga underarter finns listade i Catalogue of Life.